# Sarpogrelat
Sarpogrelat ist ein Arzneistoff, der als Thrombozytenaggregationshemmer zur Behandlung von Schlaganfällen, Herzinfarkten und anderen Durchblutungsstörungen eingesetzt wird. Darüber hinaus konnte für Sarpogrelat in klinischen Studien eine Hemmung des Fortschreitens der Atherosklerose sowie eine Wirksamkeit bei der Behandlung der koronaren Herzkrankheit und der Angina pectoris nachgewiesen werden. Seine Wirksamkeit beruht auf einer Hemmung von Serotoninrezeptoren des Typs 5-HT2A und 5-HT2B auf den Blutplättchen und den Blutgefäßen.

## Synthese
Die Synthese von Sarpogrelat erfolgt in mehreren Stufen ausgehend von 2-Hydroxy-3'-methoxybibenzyl. Im ersten Schritt wird durch Umsetzung des Edukts mit Epichlorhydrin in Gegenwart von Natriumhydrid das Zwischenprodukt 2-(2,3-Epoxypropoxy)-3'-methoxybibenzyl gewonnen. Dieses wird im Anschluss mit Dimethylamin zu 2-[3-(Dimethylamino)-2-hydroxypropoxy]-3'-methoxybibenzyl umgesetzt. Die freie Hydroxygruppe wird mit Hilfe von Bernsteinsäureanhydrid zum Endprodukt Sarpogrelat verestert.

## Handelsnamen
Sarpogrelat wird seit 1993 auf dem asiatischen Markt von Mitsubishi-Tokyo Pharmaceuticals unter dem Markennamen Anplag vertrieben.